# Julius Feldtmann
Julius Feldtmann (* 8. Mai 1856 in Hanau; † 11. November 1933 ebenda) war ein deutscher Bildhauer und Porzellanbildner.

## Leben
Feldtmann studierte an der Staatlichen Zeichenakademie Hanau, wo er später auch als Professor tätig war. In den Jahren zwischen 1910 und 1920 war er freier Mitarbeiter der Porzellan-Manufaktur Rosenthal in Selb, für die er zahlreiche Tierfiguren entwarf. Andere seiner Entwürfe wurden von der Königlichen Porzellan-Manufaktur Berlin umgesetzt.

## Werke (Auswahl)
- Hahnenkampf
- Drei Eisvögel
- Wieselgruppe
- Pfefferfresser, 1911
- Pierrot und Pierette, 1911
- Judith mit dem Haupt des Holofernes, 1911